# Torre del Gravat
La Torre del Gravat és un monument protegit com a bé cultural d'interès nacional del municipi de Vilanova d'Escornalbou (Baix Camp), situat a l'agregat de l'Arbocet.

## Descripció
Torre de planta quadrada, situada a l'extrem sud del carrer de Baix, separada de les cases, que protegia el camí d'entrada a la població. És obra de paredat amb reforços de carreus de gres roig. Conserva restes de matacans i de finestres amb arcs de mig punt dovellats. Abans era anomenada Torre del Madico. És de tipologia molt similar a la Torre del mas de Munter.

## Història
La torre del Gravat data probablement del segle xvi. És una de les dues torres que donen la imatge característica a l'Arbocet; l'altra és la torre rodona de cal Torratxar. Les dues torres haurien format part d'un recinte emmurallat que es va conservar fins a començaments del segle xviii. Dins del clos, al qual s'accedia per dos portals, hi havia una dotzena de cases, alguns corrals i un forn de pa. El carrer de Dalt va ser edificat entre la segona meitat del segle xviii i el primer quart del XIX.
La veu popular diu que a la torre rodona s'hi hostatjaven els cristians, i a la quadrada, els moros.
En aquesta torre s'hi va instal·lar el Comú del poble.